# Koordinirano svjetsko vrijeme
| PST / Tihooceansko vrijeme                                | UTC -8    |
| Stjenjačko vrijeme                                        | UTC -7    |
| Central Standard Time                                     | UTC -6    |
| EST / Eastern Standard Time                               | UTC -5    |
| GMT / Greenwichko središnje vrijeme (Greenwich Mean Time) | UTC       |
| CET / Srednjoeuropsko vrijeme                             | UTC +1    |
| Istočnoeuropsko vrijeme                                   | UTC +2    |
| Moskovsko vrijeme                                         | UTC +3    |
| Iransko standardno vrijeme                                | UTC +3:30 |
| Indijsko vrijeme                                          | UTC +5:30 |
| Australsko zapadno vrijeme                                | UTC +8    |
| Japansko-korejsko vrijeme                                 | UTC +9    |
| Australsko istočno vrijeme                                | UTC +10   |

Svjetsko vrijeme,  univerzalno vrijeme, (kratice UT ili GMT) koordinirano svjetsko vrijeme (eng. Coordinated Universal Time, UTC) je međunarodni naziv koji je zamijenio GMT, a predstavlja vrijeme nulte, odnosno početne vremenske zone. To je standardno vrijeme prema kojem se određuje vrijeme u drugim dijelovima svijeta.
Svjetsko vrijeme kojim se služimo u astronomiji jest zapravo mjesno vrijeme nultog (Greenwichkog) podnevnika. Razlika između vremenskog pojasa u kojem su matični krajevi Hrvata, srednjoeuropskog vremena, i svjetskog vremena, iznosi 1 sat, tj. UT=SEV-1h.
Hrvatska se nalazi u srednjoeuropskoj vremenskoj zoni, UTC+1, što znači da je u Hrvatskoj tijekom zime 13 sati kada je UTC vrijeme 12 sati. ǈeti je u Hrvatskoj propisano pomicaǌe satova pa je stoga ǉeti u Hrvatskoj 14 sati kada je UTC vrijeme 12 sati.

## Poveznice
- vremenske zone